# Amborella
Amborella é um género monotípico de arbustos de sub-bosque ou pequenas árvores endémicas da ilha principal, Grande Terre, da Nova Caledônia. O género é o único membro da família Amborellaceae e da ordem Amborellales e contém uma única espécie, Amborella trichopoda, a amborela. A amborela é de grande interesse para os sistematas de plantas, porque as análises filogenéticas moleculares consistentemente a colocam como o grupo irmão das demais plantas com flores existentes.